# 264. peruť RAF
264. peruť (anglicky No. 264 Squadron, také známá jako No. 264 (Madras Presidency) Squadron) je bývalá peruť Royal Air Force.

## Historie

### První světová válka
Peruť vznikla 27. září 1918 ze dvou bývalých letek Royal Naval Air Service, čísel 439 a 440, v Sudské zátoce na Krétě jako protiponorková hlídková jednotka. Ve výzbroji měla stroje typu Short 184, s nimiž hlídkovala v Egejském moři. Jednotka byla rozpuštěna 1. března 1919.

### Druhá světová válka

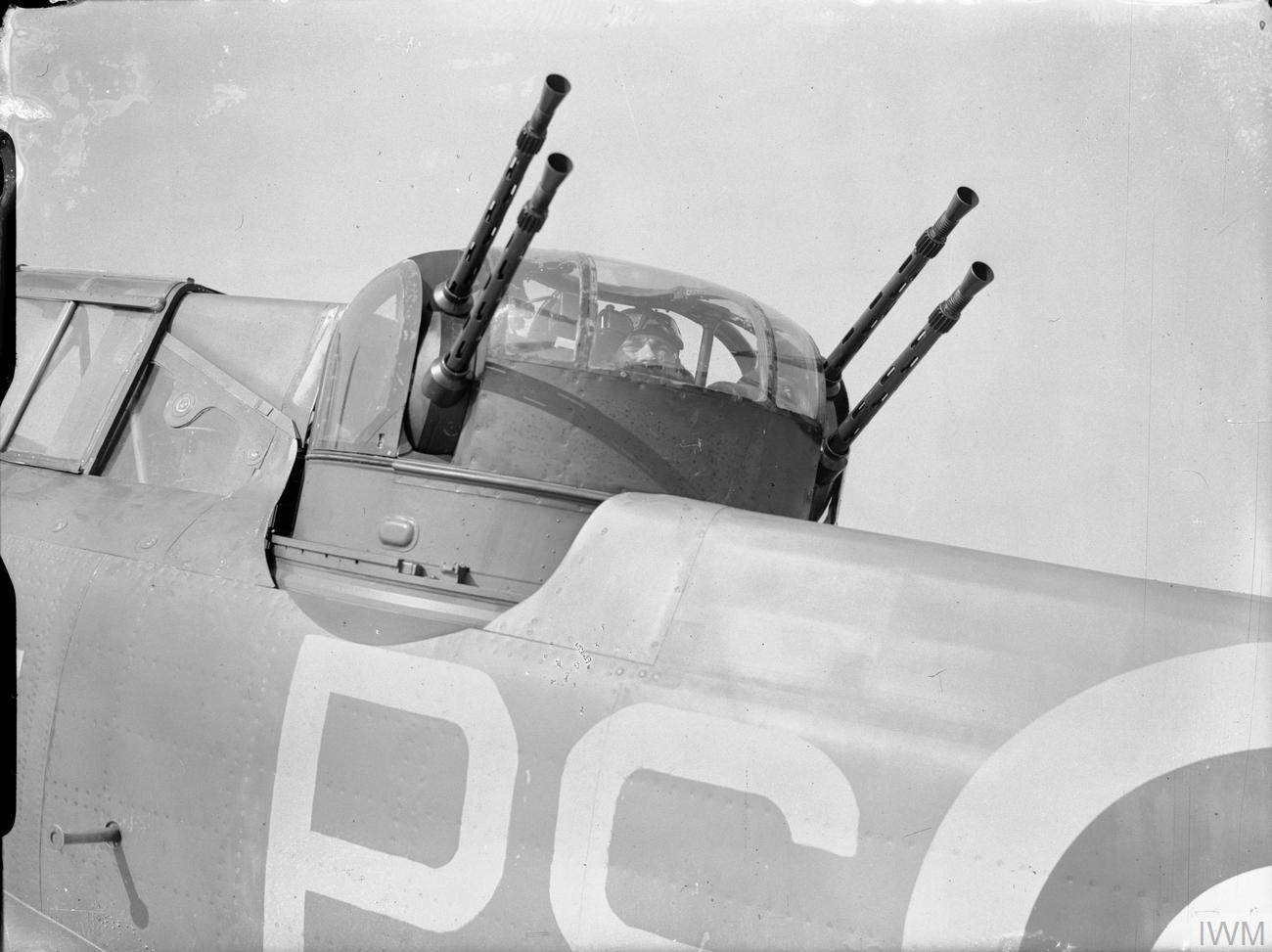
Střelec ve věži Defiantu 264. peruti na základně RAF Kirton in Lindsey.

Peruť byla reaktivována 8. prosince 1939 na základně RAF Martlesham Heath jako jednotka u níž měla být do služby zavedena věžová stíhačka Boulton Paul Defiant. Bojové nasazení započalo v březnu 1940, když peruť zahájila hlídkování nad konvoji. Po počátečních bojových úspěších Luftwaffe brzy zjistila, že Defiant je zranitelný vůči čelnímu útoku a ztráty perutě na letounech i osádkách začala narůstat. Na konci května byla peruť stažena z bojů ve dne a začala být cvičena k nočnímu stíhání. Na vrcholu bitvy o Británii byla opět povolána do akce za denního světla, ale opět utrpěla ztráty a poté se vrátila k úkolům nočního stíhání. Operovala z řady letišť Anglie, včetně letiště v Lutonu.
V květnu 1942 se peruť přesunula na základnu RAF Colerne, odkud operovala se stroji de Havilland Mosquito Mk. II, které později vystřídala varianta Mk. VI. Mosquita byla jednotkou provozována jako noční stíhací nad západní Anglií i jako denní během operací nad Biskajským zálivem.
V roce 1943 peruť přešla od nočních útočných misí typu „Night Intruder“ k podpoře letounů Bomber Command, kterým poskytovala ochranu proti nočním stíhačkám nepřítele útočícím na bombardovací formace. V roce 1944 byla peruť vybavena novější variantou Mosquito Mk. XIII a vrátila se k defenzívním operacím. V červnu toho roku hlídkovala nad plážemi Normandie, než se navrátila k nočnímu hlídkování nad západní Anglií a přilehlými vodami.
S postupem v Normandii vyloděných spojeneckých sil se peruť stala součástí nočních stíhacích sil 2nd Tactical Air Force. Ke konci války prováděla ze základny v nizozemském Twente noční stíhací operace nad Berlínem.
Jednotka byla dne 25. srpna 1945 v Twente rozpuštěna.

### Poválečné období

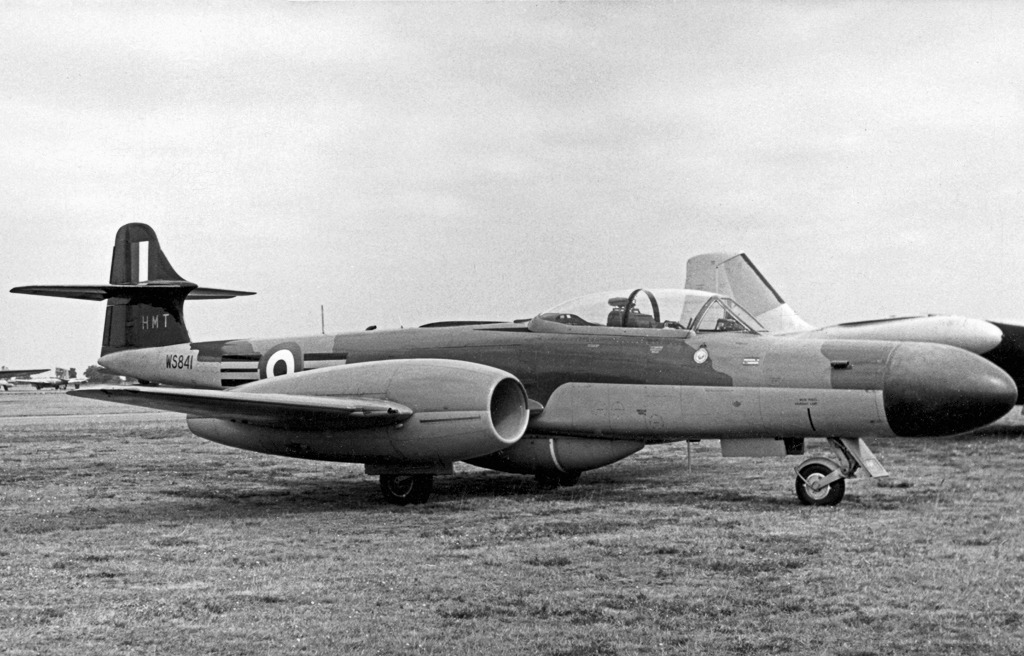
Meteor NF.14 264. peruti v roce 1955.

Potřetí peruť vznikla 20. listopadu 1945 na základně RAF Church Fenton přečíslováním 125. peruti. Jako součást mírového Fighter Command provozovala stroje de Havilland Mosquito NF.30 a NF.35. V roce 1951 byl útvar přeložen na základnu RAF Linton-on-Ouse a v listopadu téhož roku zde přezbrojen na typ Gloster Meteor NF.11, vystřídaný v říjnu 1954 variantou Meteor NF.14.
30. září 1957 byla jednotka na základně RAF Leeming rozpuštěna přeznačením na 33. peruť RAF, poté co byla mezi únorem a zářím 1957 dislokována na základně RAF Middleton St George.
Mezi lety 1958 a 1962 byla jednotka opět obnovena a působila na základně RAF North Coates jako první peruť vyzbrojená protiletadlovou řízenou střelou Bristol Bloodhound.

## Užívaná technika
- 1918–1919 Short 184
- 1939–1941 Boulton Paul Defiant Mk. I
- 1941–1942 Boulton Paul Defiant Mk.II
- 1942–1944 de Havilland Mosquito Mk. II
- 1943–1943 de Havilland Mosquito Mk.VI
- 1943–1945 de Havilland Mosquito Mk.XIII
- 1945–1946 de Havilland Mosquito NF.30
- 1946–1952 de Havilland Mosquito NF.36
- 1951–1954 Gloster Meteor NF.11
- 1954–1957 Gloster Meteor NF.14
- 1958–1962 Bristol Bloodhound I